# サーカディア
『サーカディア』（CIRCADIA)はソニー・コンピュータエンタテインメントから発売されたPlayStation用コンピュータゲーム。ジャンルはアドベンチャープラス。クリエイター発掘オーディションゲームやろうぜ!の採用企画で、商品化された作品の一つ。
アドベンチャーゲーム要素にシミュレーション要素が統合された作品であるとして、アドベンチャープラスとしている。制作はソニー・コンピュータエンタテインメント。企画・開発は有限会社アルヴィオン（現在は株式会社アルヴィオン）。略称はサーカ。ゲームやろうぜのプロジェクト内でできたアルヴィオンの1作目となるゲームソフト。豪華声優陣が当時話題になり、歴代2位の記録をもつ。
2007年10月24日にゲームアーカイブスで配信が開始され、他ハードでもプレイできるようになった。

## 特徴
アドベンチャーゲームであると同時に恋愛シミュレーションゲームのゲーム性も併せ持ち、会話や戦闘によって仲間（パーティ）との友好度を上げることで、シナリオ・エンディングが変わっていく。特に、友好度の低いキャラクターは敵となって立ちはだかるという異色のシステムを採用しており、これが本作品における最大の特徴となっている。
CD-ROM2枚組であり、Disc1はゲームのメインとなる期間で、学生生活を送りつつ仲間集めや各種イベント、戦闘訓練に勤しむ。Disc2では物語がクライマックスに向けて動き出し、世界の命運を賭けた戦いが繰り広げられる。

## システム
ゲームは三つのモードを繰り返して進行する。自由に行動できる期間は6月15日から7月3日までの約三週間で、これを過ぎると以降は最後まで一本道の展開が続く。

### アドベンチャーモード
通常のゲーム画面。会話を読み進め、選択肢を選んでゲームを進行させる。時にはマーカーを操作して画面上の調べるポイントを選ぶ事もある。平日の放課後になるとフリームーブモードに移行。土日はイベントのみで進行する。

### フリームーブモード
自由行動。仲間達と会話して友好度を上げるのが目的となる。マップ上に移動可能な場所と、そこに居る仲間の名前が表示され、友好度を上げたい仲間の元へ行ってイベントを起こす。但し、選択肢次第では友好度が下がる場合もある。マップ上にはナイトメアも視覚化されており、マーカーと接触すると戦闘になる。移動すると時間が進み、下校時間となると終了する。
知り合った仲間は少しイベントを進めると協力にこぎ着ける事ができ、以降は戦闘に参加するようになる。そこから更に友好度を上げる事で「イデアイベント」という特殊なイベントが発生する。但し、一定期間内に協力を得られなかった仲間は以降は登場しなくなる。

### バトルモード
イベントやマップ上でナイトメアと遭遇するとバトルパートに移行する。本作では体力ゲージにあたる「PP」を消費して攻撃を繰り出す。その為、ひたすら攻撃ばかりを繰り返していては逆に窮地に追い込まれる。PPは回復用の技かチャージで回復可能。PPの現在値を見極めた戦略を取る必要がある。技はキャラ毎に異なり、全体攻撃やステータス異常を引き起こすものも存在するが、強力なものほどPPの消費も激しい。戦闘終了時にはキャラのステータスが上昇する事もある。

### 友好度
主人公と仲間キャラがどれだけ仲良くなっているかを示す値。フリームーブモードで起こすイベントの他、ストーリーの合間に発生する選択肢でも変動する。実際の画面には数値としては表示されないが、メニュー画面の仲間の並び順は友好度が高い順となっているので、パーティー間の比較は可能。この数値が一定以上且つ条件を満たした場合、後述のイデアイベントが発生する。終盤やエンディングでは、イデアイベントをクリアした仲間の中で友好度が最も高いキャラが主人公と親密な関係となる。逆に友好度が低いキャラは敵に乗っ取られる可能性がある。6月21日には最も友好度の低い仲間が必ず敵に乗っ取られる。

### ミニゲーム
フリームーブモードのイベントにて、各仲間一人につき一つずつミニゲームが用意されている。良い成績を出すほど友好度も大きく上昇する。一度でもプレイしたミニゲームはおまけモードで挑戦可能。
○△□×のボタンでプレイするパズルゲーム「かさねてポン」は題目が専用キャラによって違いがあり、エンディングを見たキャラをプレイキャラとして使う事もできる。さらにある条件を達成させるとサブキャラも使用できる。CPUとしての強さもキャラによって各々違う。

### イデアイベント
ナイトメアに寄生された仲間を救う為にその精神世界に乗り込むイベント。このイベントをクリアし、救出に成功したキャラは以降は正式な仲間になり、敵に乗っ取られる心配も無くなる。但し、一人のイデアイベントをクリアするとその翌日に、「現在協力関係にこぎ着けているがイデアイベントはクリアしていない仲間」のうち、友好度が最も低いキャラがナイトメアに自我を乗っ取られてしまう（最終日を除く）。また、救出に失敗した場合でもそのキャラは乗っ取られる。
イデア内部では台詞を読み進めたり何らかの要因で少しずつ主人公のPPが減少していく。PPが尽きる前に仲間と合流し、イデアに入り込んだナイトメアを撃破すればクリアとなる。主人公のPPが尽きると失敗し、強制的に外に出される。
終盤の決戦ではイデアイベントをクリアした仲間は主人公側に付き、ナイトメアに乗っ取られたキャラは敵側に付いて戦う事になる。イデアイベントをクリアできる仲間の最大数は7人。尚、敵に乗っ取られず、イデアイベントもクリアせずに最終日を迎えた仲間は以降は登場しない。また、敢えて誰も仲間にせず主人公一人で最終決戦に臨む事も可能。

## 用語
ブルージェネシス
海中に建造された巨大立体構造都市。当初は科学庁の研究施設として建造されたが、ほとんどの施設が海中に潜っており、海上部分の第1階層には空港などがある。20年前から政府の都市計画により一般市民が生活を始め、現在のような都市となる。しかし現在でも自治権は科学庁が保持している。すべての市民にIDカードを所持させ、それを使って管理を行う巨大な研究施設となる。市民もこの点には少なからず不満を抱いているが、表立って意見をする者はいない。各施設の設備は一流であり、科学庁の管理するエネルギー施設のおかげで、ブルージェネシスの生活は非常に快適なものとなっている。
内部は5階層で構成される。温度、湿度、酸素濃度、天候などは都市の環境システムで管理されており、第1〜3階層の天井部分には30分ごとに変化する空の映像が投影されている。
動力は「リバースエナジー」と呼ばれる無公害且つ容易に生産可能とされる新エネルギーであり、下層部に設置された動力炉から都市全体にエネルギーを供給している。リバースエナジーの実態は高密度のエーテルであり、動力炉に繋がれた葵を媒体として増幅されたものである。
アカデミア学院
本作の主な舞台となる学園。ブルージェネシスでは第二階層に位置する。初等部から大学までの一貫教育と旨としている為、ブルージェネシスにおける唯一の教育機関となる。
高等部からは適性試験を受ける事によって各学科に進む事ができる。学科毎に制服のデザインが異なり、制服を見ればどの学科に所属する生徒かが分かると共に、難度の高い医学科や物理学科の制服は生徒達の憧れの的となっている。
エーテル
宇宙を構成するエネルギーで、作中では物質界に存在するものは全てエーテルが具現化したものとされる。主人公達はこのエーテルを自在に具現化させる事で超能力を駆使する。
イデア
個々の人間の意識。仲間達の精神世界はそれぞれの意識がエーテルを具現化させる事で形成したもの。
サーカディア
精神世界の総称。この世界を「物質界」と呼ぶならサーカディアは「意識界」と呼ばれ、通常の精神体では即座に吸収されるほど濃いエーテルが渦巻いている。人間のイデアの集合体である巨大な塔が存在し、ここから仲間達のイデアに入る事ができる。
ナイトメア
エネルギーの塊が意識を持った怪物。人の思念によって生まれる。肉体を持たない意識体であるが故に自身を構成するエーテルを常に消費する為、その欠損を補う為に本能的に人を襲う。人間のイデアに寄生し、その自我を喰らい尽くす事で肉体を乗っ取る事すら可能。知能を持ったナイトメアは人を襲うよりも寄生した方が効率が良い事に気付き、積極的に人間への寄生を目論むようになる。
作中で敵に乗っ取られた仲間はナイトメアに自我を喰い滅ぼされた状態であり、人格は完全にナイトメアのものとなっている。こうなると助ける術は無く、戦って倒すことで肉体ごとエーテルへと還すしかない。

## 物語

### Disc1
高校生・片山弘樹は叔父である茂の趣味である"引っ越し"のつき合いで、何の説明も受けることなく海底都市ブルージェネシスに引っ越してくる。隣人の朝倉優美を初めとする人々と出会い、新たな生活に期待を寄せる弘樹だったが彼の前に謎の意識体・ナビが現れ、なし崩しに共生関係を結ぶ羽目になる。ナビが言うには、この物質界と意識界サーカディアの融合が迫っており、それを防ぐには思念の怪物・ナイトメアとその親玉であるタナトスを倒さなければならないという。弘樹自身も超能力に覚醒し、同じ能力を持った仲間を探してタナトスを打倒する使命を背負わされてしまう。そんな中、襲ってきたナイトメアに優美が寄生されてしまい、彼女を救うべく弘樹とナビは優美の精神世界イデアに乗り込み、ナイトメアを倒して優美を救出する。
最初の仲間である優美を迎えた弘樹とナビは引き続き覚醒した超能力者を探すが、同時にタナトスも動き出す。ブルージェネシスを管理する科学庁長官・御剣恭太郎の養子にして科学庁の一員である御剣晃はタナトスに寄生されており、弘樹とナビが行動する裏で自身も手駒を求めては超能力者にナイトメアを憑依させようと目論んでいた。こうして弘樹と晃の超能力者争奪戦が繰り広げられ、ある者は弘樹と信頼関係を築いて彼の仲間に、ある者はナイトメアに自我を喰い滅ぼされてタナトスの僕と化していった。そして弘樹自身も、目の前に現れる謎の意識体や蘇る過去の記憶によって自身の周囲を取り巻く謎に翻弄されていた。
弘樹がブルージェネシスに移り住んで三週間ほど経った頃、弘樹は自身のイデアを探り、両親の死の真相を思い出す。科学庁が父を殺し、母を連れ去ったのだった。そして自分には弘一という兄がいたのだが、その記憶を失っていた。その弘一こそが御剣晃であり、タナトスの依代だったのだ。弘樹が記憶を取り戻すと同時期、茂が指名手配される。彼は弘樹の両親の死が科学庁の陰謀と睨み、ナイトメアの件との関連を含め真実を暴くべく行動していたのだが、とうとう科学庁に目をつけられたらしい。家には晃と科学庁の人間が踏み込み、弘樹の抵抗も虚しく茂を連行していく。

### Disc2
弘樹は母・葵の意識体と仲間達に助けられたものの、いよいよ意識界と物質界の融合が始まり、その中心であるブルージェネシスも崩壊を始める。避難する人々でごった返す混乱の中、弘樹と仲間達は科学庁の牙城であるブルージェネシス下層部へ乗り込む。なんとか茂を救出し、同時にリバースエナジー動力炉には葵が囚われている事実を知るも、茂は御剣に撃たれてしまう。しかし晃は御剣を裏切って殺害し、弘樹も殺そうとするが晃の中に残る弘一の意識がタナトスに抵抗し、弘樹は兄の意識が完全にタナトスに喰われた訳ではない事を知る。
僅かな時間だけ身体の制御を取り戻した弘一によって弘樹と茂は助けられ、回復した弘樹は仲間と合流。幼い頃に交わした「兄がタナトスに喰われたら自分が止める」という約束を果たすべく、弘樹は母の眠る動力炉の前で再びタナトスが表層化した弘一（晃）と対峙する。寄生された超能力者達を従えた晃との熾烈な戦いの末、とうとう弘樹達は勝利した。寄生された超能力者達はエーテルへと還っていき、晃も弘一としての意識を取り戻す。しかし動力炉に繋がれた葵を助け出す術は無く、彼女を解放するべく弘樹は動力炉を破壊。葵の意識体とナビは弘樹に別れを告げ、共にサーカディアへと旅立って行った。
弘樹は仲間を先に脱出させ、自分は弘一を連れて逃げようとするも、弘一の中には未だタナトスが生き残っていた。弘樹は単身、弘一のイデアに乗り込み、彼のイデアそのものと化したタナトス本体を倒す。イデアを失い、肉体も消えた弘一だったが、ナビとそうしたように弘樹が共生関係を結び、なんとか意識の消滅は免れる。その後、弘一の導きで弘樹（と最も友好度が高い仲間）は潜水艇で無事に脱出。物質界と意識界の融合は阻止され、ブルージェネシスは完全に崩壊した。
その後、しばらくはブルージェネシスからの避難民と共に船上で暮らしていた弘樹だったが、またしても茂の急な都合により引っ越す羽目になる。仲間達に見送られ、彼らとの絆を実感しながら弘樹は旅立つのだった。
※誰も仲間にせず一人で決戦に望んだ場合、本来仲間が話を進めるべき役割を他の主要キャラクターが担うことになり、上記とは展開が変化する部分もある。

## 登場人物

### 主人公
片山弘樹（声：檜山修之、少年時代は矢島晶子）
本作の主人公。幼少期に両親を失い、叔父の茂に育てられた。その影響か、子供の頃の記憶が無い。叔父の仕事の都合で転校を繰り返している。ブルージェネシスに引っ越したその日にナビと出会い、超能力に覚醒。ナイトメアとの戦いへと身を投じる事となる。学園での所属は普通科。
ナビ（声：高山みなみ）
物質界を救うためにサーカディアからやってきた高次元意識体。ウサギのような動物の姿をしている。「精神世界と融合を始めている物質世界を救って欲しい」と言って弘樹と共生関係を結び、以来パートナーとなる。高次元意識体とは人間の意識が進化を遂げたものでナビも元は人間であるが、その頃の記憶は全て失っている。
展開次第では終盤で弘樹と戦闘時のみ融合し、彼をパワーアップさせる。
正体は明言されないが、清一の意識が進化したものであることが示唆されている。

### 仲間キャラクター
ゲームの進行状況によって主人公の仲間になるか敵に回るキャラ。全員が超能力者である。
朝倉優美（声：白鳥由里）
弘樹のマンションの一階上に住む少女。引っ越して来たばかりの弘樹に親身に接する。普通科所属。
ストーリー序盤、ナイトメアに乗っ取られるが、ナビの力を借りてイデアに乗り込んで来た弘樹によって助けられる。その為、最初のイデアイベントは必ず彼女のものをクリアする事になり、弘樹の最初の仲間となる。しかし彼女のみイデアイベントが二回用意されており、正式な仲間に加えるには友好度を上げて二回目のイデアイベントをクリアする必要がある。友好度次第では結局乗っ取られて敵に回る可能性もある。6月21日のイベントは対象外。
保坂良太（声：田中真弓）
初等部のやんちゃ坊主。10歳。優美の事が好きで、ボディガードを自称する。美海に対しては純粋な恋愛感情を抱いている。全キャラの中で唯一ブルージェネシス出身。
五十嵐啓介（声：井上和彦）
弘樹の叔父。茂と組んで仕事をしているフリーカメラマン。25歳。過去にナイトメアが原因で親友を失った過去を持つ。
コーヒーはブラック派。
敵に回ってしまった場合、それ以降の関係者（沙夜香と茂）のイベント台詞が若干変化する。
如月美海（声：紗ゆり）
初等部6年。ブルージェネシス総合病院に入院している小学生。記憶障害を患っており、自分の事が何も思い出せずにいる。料理は女性陣内で一番下手。いなくなった飼い猫を捜して病院の外を彷徨い歩いている。
影守聖（声：三木眞一郎）
医学科に所属する高校生にして脳神経外科医。17歳。人間の意識に興味を持つ。クールな性格だが毒舌家。味音痴。6月21日のイベントの対象外。
速水健吾（声：速水奨）
スポーツ科3年の生徒で、空手に励んでいる。18歳。正義感が強く、曲がった事を嫌う。
大塚守（声：緑川光）
物理学科2年生の実験チームリーダー。人柄も良く、学園内で慕われている。健吾とは幼馴染。要とは同じ実験チームのメンバー。
仲間に勧誘するイベントでラボ内へ全く助けに行かなかった場合、以降は登場しなくなってしまう。
桐生院深雪（声：矢島晶子）
史学科1年。15歳。良家のお嬢様。箱入り娘であった為に世間知らずで、周囲を驚かせる言動や行動が多い。
彼女のイデアイベントは特殊であり、仲間にしていて且つ、敵に乗っ取られていない場合は特定のタイミングで強制的に発生する。
桐生院綾彦（声：置鮎龍太郎）
史学科3年。17歳。深雪の兄で、礼儀正しい御曹司。しかし家庭の事情で人間不信に陥っている。仲間になるのが少し特殊で一定期間出会わなくても、登場するイベントが発生して強制的に仲間になる。しかしこの場合は友好度が低く、6月21日のイベントで乗っ取られやすい。
杉浦泉（声：安達忍）
音楽科2年の生徒。16歳。ピアノコースに在籍しているが、クラシックピアノは嫌い。ミュージシャン志望。趣味はタロット占い。

竜門要（声：関俊彦）
明るく社交的な苦学生。いつもお腹を空かしている。物理学科所属。いつも着ている制服は違う学科の先輩から無料で譲りうけた物。兄弟達を養う為にアルバイトを掛け持ちしている。普段の素行からは考えられないが実は物理学科ではトップクラスの成績で特待生として入学している。
仲間に勧誘するイベントで去っていく本人を全く呼び止めなかった場合、以降は登場しなくなってしまう。
乾沙夜香（声：勝生真沙子）
弘樹のクラスの担任教師。24歳。担当科目は英語。いつも派手で露出度の高い服を着ており、大人の雰囲気を漂わせるが、実際は不器用で強情な性格の上、寂しがり屋。啓介とは並みならぬ関係にある。昔はストレートヘアーであった。コーヒーはミルクと砂糖を多く入れる派。
矢沢麻衣（声：長沢美樹）
スポーツ科で水泳部に所属する少女。礼儀正しい性格。高飛び込みの選手で、親友の上条里香と共に練習に励んでいる。「うむ」の読者であり、自分の秘密（超能力）を他人に明かせない事を悩んでいたが弘樹に出会ってからは良き理解者として付き合いを始めている。うどんがわりと好き。
篠原智美（声：井上喜久子）
音楽科3年の生徒。17歳。クラシックピアノの勉強をしている。泉とは犬猿の仲。

### 主要キャラクター
片山茂（声：大塚明夫）
弘樹の叔父であり、育ての親。フリールポライター。オカルト系の空想科学雑誌「うむ」の記事を書いており、それなりに有名。ズボラでいい加減な性格で、弘樹にとっては大切な家族であると同時に頭痛の種である。
御剣晃 / 片山弘一（声：堀秀行、少年時代は安達忍）
ブルージェネシスを管理する科学庁の一員。御剣恭太郎の養子だが、実はタナトスの依代である。
正体は弘樹の兄の弘一。幼い頃からタナトスに寄生されており、両親は治療法を模索していたもののやがて科学庁に取り入って清一を殺させ、葵を捕らえた。その際に弘樹の超能力で肩を撃ち抜かれており、古傷となっている。現在の人格はほぼタナトスのものだが、弘一自身の意識もまだ完全には消えずに残っており、弟である弘樹が自分を止めてくれることを願っている。
誰も仲間にせず1人でクリア場合、「かさねてポン」で選択可能になる。
御剣恭太郎（声：堀秀行）
科学庁長官だが、地位と名声を得る為には手段を選ばない欲深い性格。しかし悪党としては小物で、実際の所はタナトスに利用されている傀儡である。
女性の意識体 / 片山葵（声：榊原良子）
弘樹の前に現れ、彼を導く謎の意識体。弘樹の事を知っている。イデアイベントが発生する度に弘樹の前に現れ、誰が狙われているか告げる。
正体は弘樹の母親である葵。清一と同じく弘樹の幼少期に火事で命を落としたとされるが実際は科学庁に拉致され、リバースエナジーの動力炉に繋がれていた。既に肉体に意識は無く、自身の意識体のみを弘樹の元へ飛ばして導いていた。
片山清一（声：大塚明夫）
弘樹の父親。弘樹の幼少期に片山家を襲った火事で死亡したとされる。実はリバースエナジーの研究者であったが、タナトスが差し向けた御剣によって殺害され、研究成果と妻の葵を奪われていた。
タナトス
ナイトメアの首魁。サーカディアと物質界の融合を目論んでおり、御剣晃（片山弘一）の肉体を乗っ取ってその準備を進めている。本作のラストボス。

### サブキャラクター
上条里香（声：井上喜久子）
麻衣の親友であり、ライバル。麻衣と親しくなりはじめた弘樹に嫉妬心を抱く。
影守真由香（声：白鳥由里）
聖の妹。ある事故から昏睡状態に陥り、未だ意識を失ったまま病院で眠りに就いている。
桐生院茜
深雪と綾彦の母親。桐生院家のしきたりに囚われ、綾彦の人間不信の原因になっている。

## 製作スタッフ
- ゲーム開発：有限会社アルヴィオン
- プロジェクトマネージメント：乃一文香
- ゲームデザイン：米澤利晃
- アートディレクター：平岡一郎
- プログラマチーフ・ADVプログラム：島田学
- バトル・エフェクトプログラム：難波啓二
- シナリオ・スクリプトエディット：青木香
- モーションタイポグラフィックデザイン：平岡一郎　村上仁史
- 2DCGキャラクターデザイン：二薙いさぎ
- 2DCGアニメーション：原田真理
- 2DCGサブアニメーター：曽我部裕子　山下知恵子
- 3DCGデザイン・ムービー：笹野哲也　八田幸司　小松直樹
- アシスタント：山口幸司　中條有人　石垣直樹
- ミュージック：サウンドエフェクト：デザートプロダクション（中馬淳、竹ノ内裕治、陰下真由子、衛藤英幸、末広順一）
- サウンドコーディネーター：藤澤孝史
- レコーディングエンジニア：関正道　高田征典
- ダイアログディレクター：鳥島和也 (X-1)
- プロダクションマネージャー：川越美帆（東北新社）
- パッケージコーディネート：小宮浩典　鈴木宏枝（SMC）
- 解説書編集：安原健一郎（豊玉屋）
- プロモーション：佐伯雅司　小室吏　山口光秀
- 販売企画：増山直史
- スペシャルサンクス：小谷浩之　高橋宏典　梶雅之（瓦割）　森鼻裕子　中澤勇　すさみ　Addie Software

- ゲーム制作：ソニー・コンピュータエンタテインメント
- ディレクター：吉川太
- プロデューサー：桐田富和
- スーパーバイザー：宮田敏行　長崎行男
- エグゼクティブプロデューサー：佐藤明